# 芝田新
芝田 新（しばた あらた、1903年6月16日 - 没年不明）は、日本の俳優である。本名川上 勇之進（かわかみ ゆうのしん）。

## 人物・来歴
1903年（明治36年）6月16日、北海道函館市に生まれる。
上京して早稲田大学文科卒業後、大阪市に移る。大阪松竹劇団を経て新声劇の幹部俳優となり、大阪の角座、浪花座などに出演。1933年（昭和8年）には日活太秦撮影所に入社して映画俳優もこなした。映画界入りの最初の年には主演作『峠三里』と『月光人斬橋』を残しているが、以後は脇役に専念。1934年（昭和9年）に第一映画、1936年（昭和10年）には新興キネマへの移籍を経て、のちにフリーとなる。第二次世界大戦中から終戦後にかけてはフリーとして、東宝劇団、東宝撮影所、榎本健一一座、古川緑波一座などで活躍した。1955年（昭和30年）からは日活と新東宝の作品におもに出演した。1961年（昭和36年）に新東宝が倒産する直前からはテレビの時代劇ドラマにも出演している。

## 出演作品
※テレビドラマ項目以外は映画出演作品である。

※日本映画データベース参照。なお日本映画データベースの「柴田新」表記は誤記である。

※テレビドラマデータベース参照。

### 日活太秦撮影所
1933年
- 『振分け小平』 : 清瀬英次郎監督  - 盆船の治太郎
- 『盤嶽の一生』 : 山中貞雄監督 - 関屋献之助
- 『峠三里』 : 犬塚稔監督 - 梓の弥五郎
- 『子別れ笠』 ： 辻吉朗監督 - 牢役人平助
- 『鼠小僧次郎吉 前篇 江戸の巻』 ： 山中貞雄監督 - 須走りの虎吉
- 『鼠小僧次郎吉 中篇 道中の巻』 ： 山中貞雄監督 - 須走りの虎吉
- 『鼠小僧次郎吉 後篇 再び江戸の巻』 ： 山中貞雄監督 - 須走りの虎吉
- 『心中木曽街道』 ： 犬塚稔監督 - 高遠道之助（盗人の頭）
- 『月光人斬橋』 ： 久見田喬二監督

1934年
200gの麺
- 『血戦大利根嵐』 ： 荒井良平監督 - 水島右太郎（浪人）
- 『侠盗ふくろう組』 ： 尾崎純監督 - 伝五郎（岡っ引）
- 『忠臣蔵 刃傷篇、復讐篇』 : 伊藤大輔監督 - 吉良の附人頭・横地大角
- 『平手造酒』 ： 西原孝監督 - 丸山洗蔵
- 『平太郎剣法』 : 犬塚稔監督 - 門弟平岡栄助
- 『旅姿桂小五郎』 ： 久見田喬二監督 - 伊東雷中

### 第一映画
1934年
- 『建設の人々』 ： 伊藤大輔監督（応援監督＝溝口健二） - 剣道部主将・宮本

1935年
- 『折鶴お千』 : 溝口健二監督 - 熊沢
- 『お六櫛』 : 伊藤大輔監督 - 広造
- 『マリヤのお雪』 : 溝口健二監督 - おちえの父・倉地与右衛門
- 『お嬢お吉』： 高島達之助、溝口健二監督 - 彌吉
- 『父帰る 母の心』 ： 寺門静吉監督 - 父宗太郎
- 『江戸みやげ子守唄』 ： 伊藤大輔監督 - 火の番・助爺

1936年
- 『たった一人の女』 ： 寺門静吉監督 - 岡の三蔵
- 『チンドン屋の娘』 ； 竹久新監督
- 『四十八人目』 : 伊藤大輔監督 - 高田軍兵衛

### 片岡千恵蔵プロダクション
1935年
- 『利根の川霧』 ： 稲垣浩監督 - 成田の甚助
- 『京洛浅春譜 同志闘争篇』 ： 西原孝監督 - 会沢龍介
- 『初祝鼠小僧』 ； 衣笠十四三監督 - 御家人くずれ古間礼一郎

1936年
- 『赤西蠣太』 : 伊丹万作監督 - 菅野小助
- 『女殺油地獄』 : 藤田潤一監督 - 女衒ノ源兵衛
- 『荒木又右衛門』 : 萩原遼監督 - 阿部四郎五郎

### 新興キネマ京都撮影所
1936年
- 『沓掛時次郎』 : 西原孝監督 - 大野木百助
- 『児雷也 前篇 妖雲之巻』 : 山内英三監督 - 大蛇丸
- 『児雷也 後篇 変幻之巻』 : 山内英三監督 - 大蛇丸

1937年
- 『安兵衛侠の唄』 : 渡辺新太郎監督 - お筆の兄・目明しの吉五郎
- 『勤王田舎侍』 : 野淵昶監督 - 瀬戸家の下男・新左衛門
- 『岩見重太郎』 : 押本七之輔監督 - 鬼門大膳
- 『異変黒手組』 : 伊藤大輔監督 - 同心戸田
- 『寺小屋』 : 木藤茂監督 - 春藤玄蕃
- 『いろは仮名 四谷怪談』 : 木藤茂監督 - 赤穂浪士・栗田群右衛門
- 『南風薩摩歌』 : 牛原虚彦監督 - 陸軍少将山田顕義
- 『女賊と捕手』 : 寿々喜多呂九平監督 - 横禿の万公
- 『変化如来』 : 西原孝監督 - 怪僧玄元
- 『梁川庄八』 : 渡辺新太郎監督 - 茂庭周防
- 『旗本伝法 竜の巻』 : 牛原虚彦監督 - 岡ッ引碇屋定助
- 『旗本伝法 虎の巻』 : 牛原虚彦監督 - 岡ッ引碇屋定助
- 『元禄十六年』 : 森一生監督 - 不破数右衛門

1938年
- 『静御前』 : 白井信太郎監督 - 悪七兵衛景清
- 『剣豪荒木又右衛門』 : 伊藤大輔監督 - 甚助
- 『叫ぶ野武士』 : 牛原虚彦監督 - 黒鉄上野
- 『大岡政談 花嫁八十八夜』 : 木村恵吾監督 - 天堂平七
- 『金毘羅代参 森の石松』 : 押本七乃輔、竹久新監督 - 都鳥吉兵衛
- 『怪談濡衣草紙』 : 仁科紀彦監督 - 清吉のやくざ仲間・太九郎
- 『宮本武蔵』 : 森一生監督 - 姫路藩士佐々木巌柳
- 『仇討人情双六』 : 西原孝監督 - 博徒四日市の沢右衛門
- 『田宮坊太郎』 : 渡辺新太郎監督 - 丸亀藩剣道指南番・堀源太左衛門
- 『忍術関ケ原 猿飛佐助』 : 森一生監督 - 蜂ケ谷文五郎
- 『孫悟空 一走万里の巻』 : 寿々喜多呂九平監督 - 猪八戒
- 『肥後の駒下駄』 : 仁科紀彦監督 - 細川家の指南番八坂典膳

1939年
- 『孫悟空 金角銀角の巻』 : 寿々喜多呂九平監督 - 猪八戒
- 『孫悟空 百花女園の巻』 : 寿々喜多呂九平 - 猪八戒
- 『女自来也』 : 木藤茂監督 - 旗本篠原甚五左衛門
- 『次郎長裸道中』 : 押本七乃輔監督 - 沼田の源蔵
- 『阿波狸合戦』 : 寿々喜多呂九平監督 - 川島の作右衛門
- 『佐渡おけさ』 :  木村恵吾監督 - 伝七
- 『山内一豊の妻』 : 牛原虚彦監督 - 松本助九郎
- 『暴れだした孫悟空』 : 寿々喜多呂九平監督 - 猪八戒
- 『妻恋信州城』 : 吉田信三監督 - 長坂兵庫
- 『左甚五郎』 : 吉田信三監督 - ならず者勘太
- 『長脇差団十郎』 : 牛原虚彦監督 - 宿場の親分畷の五兵衛
- 『里見八犬伝』 : 吉田信三監督 - 網乾左母次郎
- 『笠森おせん』 : 西原孝監督 - 髪結藤次
- 『吉良の仁吉』 : 押本七乃輔監督 - 安濃徳次郎
- 『隠密姫』 : 木藤茂監督 - 深見重左衛門

1940年
- 『天保江戸桜』 : 渡辺新太郎監督 - 亀蔵
- 『変化騒動』 : 渡辺新太郎監督 - 佐和田野伝八郎
- 『浮世絵日傘』 : 木村恵吾監督 - 旗本藤川新十郎
- 『愛染河内山』 : 押本七乃輔監督 - 川島屋佐吉
- 『秋葉の火祭』 : 西原孝監督 - 大政
- 『親子鳥』 : 森一生監督 - 無頼漢馬造
- 『女馬子唄』 : 渡辺新太郎監督 - 般若の仁蔵
- 『国姓爺合戦』 : 木村恵吾監督 - 呉三桂

### 日活多摩川撮影所
1941年
- 『世紀は笑ふ』 : マキノ正博監督 - 山村千吉

### 東宝映画
1943年
- 『あさぎり軍歌』 : 石田民三監督 - 島屋

### 東宝
1953年
- 『金さん捕物帖 謎の人形師』 : 中川信夫監督 - 塔ノ沢主水

1956年
- 『眠狂四郎無頼控』 : 日高繁明監督 - 安藤多門

### 新東宝
1955年
- 『明治一代女』 : 伊藤大輔監督

1956年
- 『女真珠王の復讐』 : 志村敏夫監督 - 五味大助
- 『君ひとすじに 完結篇』 : 志村敏夫監督 - 留吉
- 『軍神山本元帥と連合艦隊』 : 志村敏夫監督 - 山本李八
- 『剣豪相馬武勇伝 檜山大騒動』 : 山田達雄監督 - 兼岡作右衛門

1957年
- 『海の三等兵』 : 志村敏夫監督 - 後藤一曹
- 『関八州大利根の対決』 : 志村敏夫監督 - 関敏四郎
- 『姫君剣法 謎の紫頭巾』 : 毛利正樹監督 - 和田屋俊兵衛
- 『風雲急なり大阪城 真田十勇士総進軍』 : 中川信夫監督 - 風祭孫兵衛
- 『死刑囚の勝利』 : 志村敏夫監督 - 権田庄二
- 『明治天皇と日露大戦争』 : 渡辺邦男監督（応援監督＝毛利正樹） - 児玉源太郎大将
- 『謎の紫頭巾 姫君花吹雪』 : 毛利正樹監督 - 陳竜孔
- 『風雲天満動乱』 : 山田達雄監督 - 跡部山城守
- 『続風雲天満動乱 完結篇』 : 山田達雄監督 - 跡部山城守
- 『海女の戦慄』 : 志村敏夫監督 - 山村巡査
- 『ひばりの三役 競艶雪之丞変化』 : 渡辺邦男監督
- 『ひばりの三役 競艶雪之丞変化 後篇』 : 渡辺邦男監督
- 『風雲急なり大阪城 真田十勇士総進軍』：中川信夫監督 - 風祭孫兵衛

1958年
- 『関八州喧嘩陣』 : 毛利正樹監督 - 山岡甚太夫
- 『毒婦高橋お伝』 : 中川信夫監督 - 長虫の市三
- 『天皇・皇后と日清戦争』 : 並木鏡太郎監督 - 川上中将
- 『人形佐七捕物帖 浮世風呂の死美人』 : 毛利正樹監督 - 安藤伝十郎
- 『亡霊怪猫屋敷』 : 中川信夫監督 - 石堂左近将監
- 『憲兵と幽霊』 : 中川信夫監督 - 張覚仁
- 『大暴れ女侠客陣』 : 毛利正樹監督

1959年
- 『洞窟の秘密』 : 青戸隆幸監督
- 『東海道四谷怪談』 : 中川信夫監督 - 佐藤彦兵衛
- 『九十九本目の生娘』 : 曲谷守平監督 - 舞草族の長
- 『怪猫お玉が池』 : 石川義寛監督 - 鬼沢刑部
- 『蛇精の淫』 : 曲谷守平監督 - 頼政親方

### 日活
1955年
- 『銀座二十四帖』 : 川島雄三監督 - 運転手のジュン公

1956年
- 『快傑耶茶坊 前篇 流血島の鬼』 : 丸根賛太郎監督 - 西塔源太
- 『快傑耶茶坊 後篇 絶海の死闘』 : 丸根賛太郎監督 - 西塔源太
- 『月蝕』 : 井上梅次監督 - バンドの竹本

1957年
- 『反逆者』 : 古川卓巳監督 - 運転手
- 『海の野郎ども』 : 新藤兼人監督 - 運転手

1958年
- 『夜の牙』 : 井上梅次監督 - 刑事E
- 『美しき不良少女』 : 森永健次郎監督 - 同僚B
- 『陽のあたる坂道』 : 田坂具隆監督 - 仲間C
- 『明日は明日の風が吹く』 : 井上梅次監督 - ル・ボウのバーテン

1959年
- 『女を忘れろ』 : 舛田利雄監督 - 愚連隊B
- 『銀座旋風児』 : 野口博志監督 - 運転手

1960年
- 『白銀城の対決』 : 斎藤武市監督 - 救助隊員A
- 『海を渡る波止場の風』 : 山崎徳次郎監督 - テツ
- 『霧笛が俺を呼んでいる』 : 山崎徳次郎監督 - 半田
- 『疾風小僧』 : 西河克己監督 - ハイヤーの案内人

### テレビドラマ
- 『新吾十番勝負』（1958年-1960年、日本テレビ） - 野島宗昭演出
- 『春風ざむらい』（1959年、NET） - 山本周五郎『日々平安』のドラマ化、丸根賛太郎脚本
- 『チエミのかわら版太平記』（1959年、フジテレビ）
- 『わかれ道』（1959年、日本テレビ）
- 『血槍坂崎』（1959年、日本テレビ） - 三村伸太郎脚本
- これが真実だ（第5回）『忠臣蔵（1）松の廊下事件』（1959年、フジテレビ）
- 名勝負物語（第29回）『無明剣』（1961年、日本テレビ）
- 『国士無双』（1961年、フジテレビ）
- 『黒百合城の兄弟』（1961年-1962年、NHK）
- 『半七捕物帳』（1961年-1962年、日本テレビ） - 第6話ゲスト出演

## 註
1. 1 2 3 4 5 6 7  『日本映画俳優全集・男優編』、キネマ旬報社、1979年、p.270.
2. ↑  芝田新、日本映画データベース、2010年3月3日閲覧。
3. ↑  芝田新、テレビドラマデータベース、2010年3月3日閲覧。